# الوسط التاريخي لنابولي
يمثل الوسط التاريخي لمدينة نابولي أول نواة تاريخية للمدينة. يحتوي الوسط التاريخي لمدينة نابولي على 27 قرنا من التاريخ.
تم إعلانها كموقع تراث عالمي من قبل اليونسكو في عام 1995  (حوالي 1021 هكتارًا)، وتم إدراجها في قائمة الأصول التي يجب حمايتها؛ يكمن تفردها الخاص في الحفظ شبه الكامل واستخدام تخطيط الطريق اليوناني القديم.
باعتبار الموقع ذا قيمة استثنائية. إنها واحدة من أقدم المدن في أوروبا، حيث يحافظ نسيجها الحضري المعاصر على عناصر تاريخها الطويل الحافل بالأحداث. يمنحها موقعها على خليج نابولي قيمة عالمية بارزة كان لها تأثير عميق في أجزاء كثيرة من أوروبا وخارجها. - الدافع لليونسكو

## تاريخ وسط نابولي
يشهد المركز التاريخي لمدينة نابولي على التطور التاريخي والفني للمدينة، من أول مستوطنة يونانية في القرن الثامن قبل الميلاد على طول المنطقة المطلة على البحر،  إعادة تأسيس نفس المدينة في منطقة داخلية أكثر، مما يشكل «المركز القديم»، وصولاً إلى مدينة الباروك الإسبانية التي شهدت الانفتاح باتجاه الغرب من النواة الحضرية وإلى ذلك المركز للنخبة الثقافية في القرن التاسع عشر، مع ازدهار العديد من الفيلات النبيلة والبرجوازية في المدينة. منطقة بوسيليبو وفوميرو بأكملها.
تعتبر المنطقة موقعا للتراث اليونسكو يغطي حوالي 1021 هكتار  وتتضمن الفصول التالية: Avvocata، Montecalvario، سان جوزيبي، بورتو، Pendino، ميركاتو (Municipalità I)، ستيلا، سان كارلو all'Arena، (Municipalità III)، شيايا، سان فرديناندو، سان لورينزو، فيكارا e parte delle colline del Vomero e Posillipo.
دمر زلزال إيربينيا عام 1980 جزءًا من المركز التاريخي ويسلط الضوء على المشكلات الهيكلية والاجتماعية (حتى القديمة منها) التي تقرر علاجها أيضًا من الناحية الحضرية من خلال سن القانون رقم. رقم 219 1981، وضع أحكام لتخطيط ومراقبة نشاط البناء، والمعاقبة، واستعادة وإعادة تأهيل البناء غير القانوني. حاليًا، جزء كبير من المركز التاريخي للمدينة في ظروف سيئة ومناسب للحفظ، في الواقع، العديد من الهياكل، بالإضافة إلى الكنائس الفنية التي سبق ذكرها (النوافير، والقصور، والعمارة القديمة، والأضرحة المقدسة، وما إلى ذلك) تكمن في ظروف الإهمال الشديد: للتعامل مع هذه الحالة الطارئة، تحاول المنظمات واللجان المختلفة للمواطنين إقناع اليونسكو بالتدخل.
اتفاقية تم توقيعها مؤخرًا بين منطقة كامبانيا والبلدية ووزارة التراث الثقافي، تعني أن الاتحاد الأوروبي خصص 100 مليون يورو في يونيو 2012 لتنفيذ أعمال الترميم  في المعالم الأثرية للمركز التاريخي الأكثر تعرضًا للخطر.

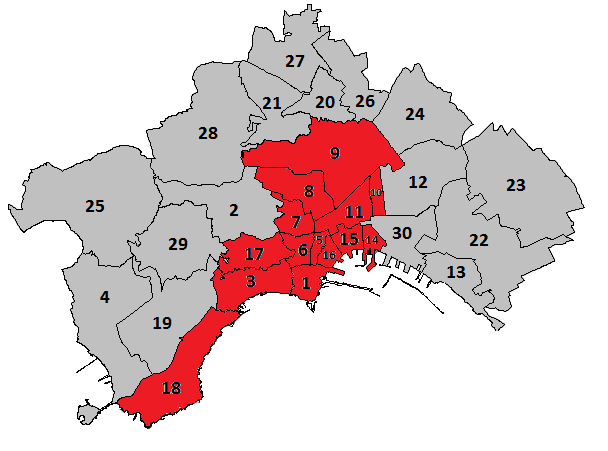
الأحياء التي هي جزء من التراث العالمي

### المركز القديم

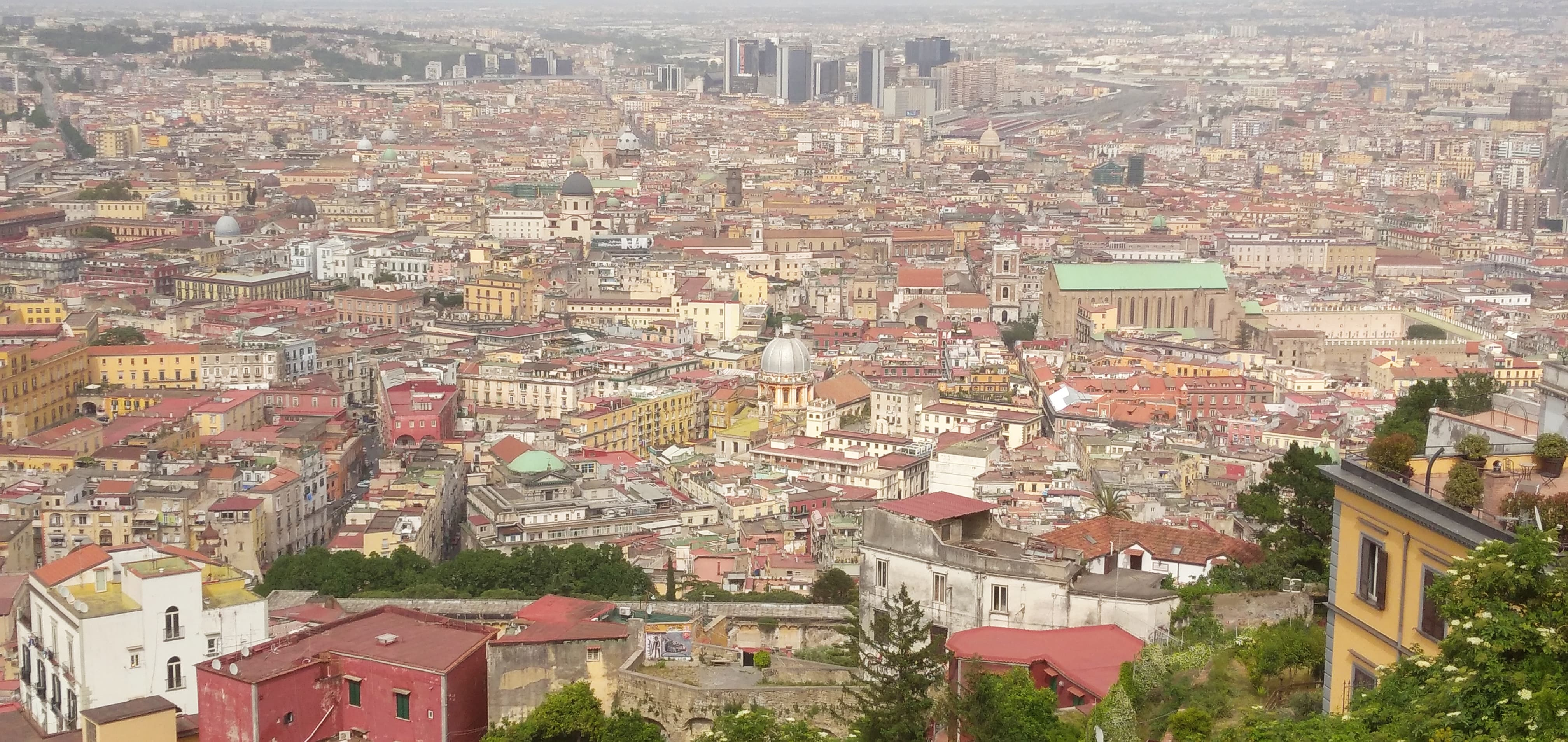
Il centro antico di Napoli، corrispondente alla zona dei decumani

يوجد بالمدينة نواتان قديمتان حقيقيتان ومبتكرتان: الأولى هي تل بيتزوفالكوني الذي ولدت عليه مدينة بارتينوب، بينما الثانية هي منطقة ديكوماني في نابولي حيث ولدت نيابوليس التالية.  في هذا الفضاء الأخير، على وجه الخصوص، تركزت جميع المباني على مر القرون حتى القرن السادس عشر، مع الانفتاح باتجاه غرب المدينة بأمر من نائب الملك الإسباني دون بيدرو دي توليدو.
يوجد عدد كبير بشكل خاص من الموارد الثقافية والفنية في هذا الموقع: المسلات والأديرة والأديرة والمتاحف والشوارع الشهيرة للمهد وسراديب الموتى والحفريات الأثرية في الهواء الطلق وتحت الأرض مع الآثار الرومانية واليونانية، بما في ذلك المسرح الروماني والتماثيل والقاعدة - معتقدات وأفاريز ضخمة وأعمدة من القرون الوسطى تدعم المباني التاريخية القديمة وأكثر من ذلك بكثير.

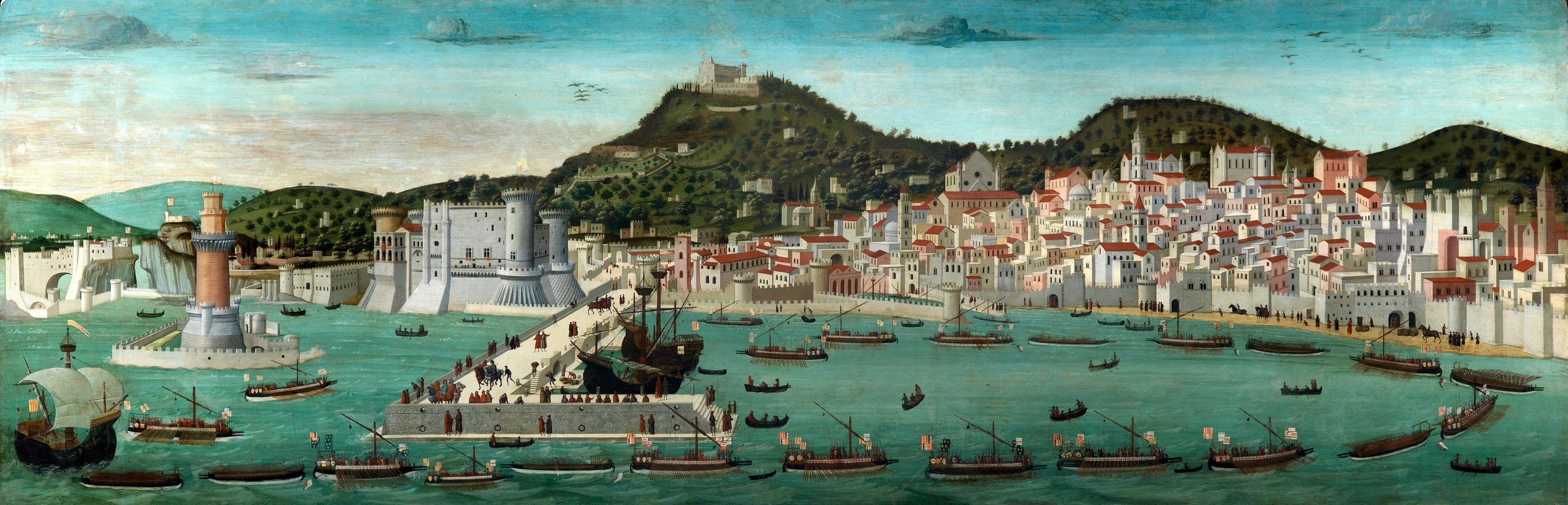
طاولة ستروزي. في القرن الخامس عشر

فقط المركز القديم، الذي يضم مقاطعات سان جوزيبي وبورتو وبندينو وميركاتو وسان لورينزو وفيكاروا، والتي تتوافق بشكل أكثر تحديدًا تقريبًا مع منطقة ديكومانز في نابولي، ترى وجود أكثر من 200 كنيسة تاريخية  التي يرتبط بها نشاط دعاة الفن الإيطالي المشهورين. من بين الفنانين الرئيسيين: جيوتو، كارافاجيو، دوناتيلو، جوزيبي سانمارتينو، لوكا جيوردانو، كوزيمو فانزاغو، لويجي فانفيتيلي، جوزيبي دي ريبيرا، دومينيشينو، جويدو ريني، تينو دي كامينو، ماركو دال بينو، سيمون مارتيني، ماتيا بريتي وغيرهم الكثير.
خلال حقبة القرون الوسطى، تم تقسيم المدينة إلى مقاعد. وهؤلاء هم: Capuana و Montagna و Nido و Porto و Portanova و Forcella. في هذا السياق أغلقت المدينة بأسوارها التي كان هناك حظر مطلق للبناء بعدها. السمة التي ميزت وسط نابولي القديم، في الواقع، هي شبه الرهن على التنمية في امتداد المدينة، وبالتالي تفضيل ذلك «في الارتفاع». إن الظروف التي تستند إليها المدينة على تربة طوفسية قد فضلت ممارسات رفع المباني القائمة، واستخلاص المواد من المحاجر الجوفية المستخدمة بالفعل منذ الولادة الأولى للمدينة.
ومع ذلك، كان انتقال السلطة السياسية إلى Maschio Angioino بمثابة الدافع الأول للأرستقراطية المحلية لسحب مساكنهم النبيلة نحو الجزء الغربي من المدينة.

### الانفتاح على الغرب مع نائب الملك الإسباني

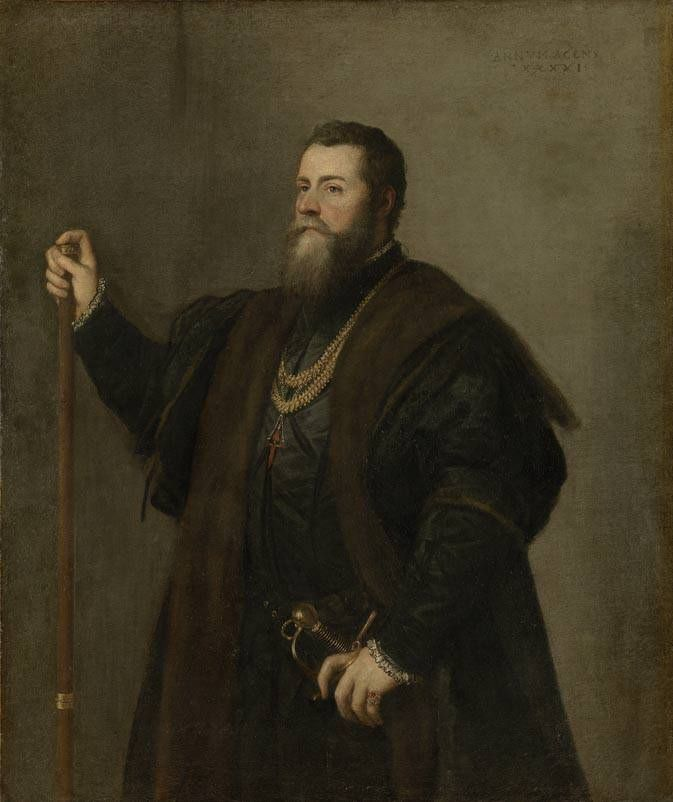
دون بيدرو دي توليدو

أدى توسع المدينة إلى الغرب، الذي حدث في القرن السادس عشر مع دون بيدرو دي توليدو، إلى ولادة «المركز التاريخي» الحالي. وهكذا ولدت الأحياء الإسبانية، مع Via Toledo و Largo di Palazzo و Via Medina حتى منطقة Pizzofalcone و Chiaia.
كان القصر الملكي، على وجه التحديد، هو السبب وراء اكتناز حقيقي من قبل الأرستقراطيين النابوليين والأجانب للمساحات الفارغة التي ترتفع على طول الطريق الذي يذهب مباشرة إلى مقر إقامة نائب الملك، أي عبر توليدو.
حددت هذه الإصلاحات في المدينة «استعادة» البحر الذي لم يعد يستخدم منذ ظهور بارتينوب وحتى ذلك الحين.

### المباني العظيمة في فترة بوربون

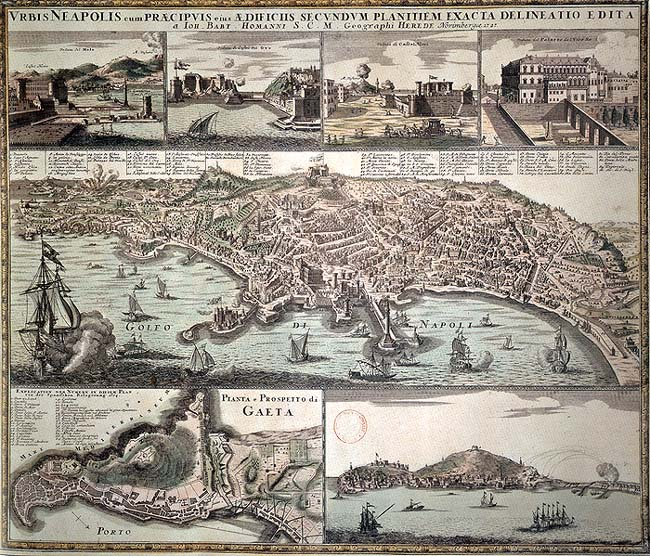
نابولي في الربع الأول من القرن الثامن عشر

مع مرور من نائب الملك الإسباني إلى مملكة بوربون، هناك قفزة ثقافية نهائية في المدينة، والتي أصبحت الوجهة القصوى للجولة الأوروبية الكبرى. 
تنضج نابولي ضميرها التنويري لتأكيد نفسها كعاصمة أوروبية عظيمة. في غضون عشرين عامًا فقط (من 1730 إلى 1750) ولدت مبانٍ رائعة، وصل رمز المستوى الثقافي: القصر الملكي في كابوديمونتي، و Albergo dei Poveri الحقيقي ومسرح سان كارلو.
مع ظهور الكلاسيكية الجديدة في أوائل القرن التاسع عشر (وكذلك انتقائية نهاية القرن)، امتد المركز التاريخي أيضًا إلى منطقة Posillipo و Vomero، مستغلًا هذه المساحات «الجديدة» التي تتميز بمناظر طبيعية خاصة الجمال وبمساحة طبيعية محيطة كبيرة. وهكذا ولدت Villa Floridiana و Villa Rosebery والعديد من الفيلات الهامة الأخرى في نابولي.

### كتب
- Franco Strazzullo (1968). Edilizia e Urbanistica a Napoli dal '500 al '700. Naples: Arturo Berisio Editore. IT\ICCU\NAP\0091570.
- Donatella Mazzoleni؛ Mark E. Smith (2007). I palazzi di Napoli. Venice: Arsenale Editrice. ISBN:88-7743-269-1.